# Förderhöhe
Die Förderhöhe{\displaystyle H} einer Pumpe ist ein Maß für die auf das Fördermedium
übertragene nutzbare spezifische Förderarbeit {\displaystyle Y}.
{\displaystyle H={\frac {Y}{g}}}
Sie ist grundsätzlich abhängig vom geförderten Volumenstrom und wird für jedes Pumpenmodell
in Form von Kennlinien dargestellt. Von zentraler Bedeutung ist die Förderhöhe insbesondere
für Kreiselpumpen.

## Definition
Die spezifische Förderarbeit {\displaystyle Y} ist wie folgt als Änderung der Summe von Druckenergie, potentieller
und kinetischer Energie zwischen Saug- und Druckstutzen der Pumpe definiert (vgl. nebenstehende Grafik).

Schematische Darstellung der geodätischen Förderhöhe einer Kreiselpumpe

{\displaystyle Y={\frac {p_{d}-p_{s}}{\rho }}+ga+{\frac {c_{d}^{2}-c_{s}^{2}}{2}}}
mit
{\displaystyle p_{d}} Druck im Druckstutzen in Pa
{\displaystyle p_{s}} Druck im Saugstutzen in Pa
{\displaystyle \rho } Dichte des Fördermediums in kg/m³
{\displaystyle g} Erdbeschleunigung in m/s²
{\displaystyle a} Höhendifferenz zwischen Saug- und Druckstutzen in m
{\displaystyle c_{d}} Strömungsgeschwindigkeit im Druckstutzen in m/s
{\displaystyle c_{s}} Strömungsgeschwindigkeit im Saugstutzen in m/s
Somit berechnet sich die Förderhöhe {\displaystyle H} wie beschrieben.
{\displaystyle H={\frac {p_{d}-p_{s}}{g\rho }}+a+{\frac {c_{d}^{2}-c_{s}^{2}}{2g}}}
Bei der Betrachtung von kaltem Wasser ({\displaystyle \rho \approx } 1000 kg/m³) und unter
Vernachlässigung der kinetischen Energie sowie der Höhendifferenz zwischen Saug- und Druckstutzen
{\displaystyle a} ergibt sich folgende Vereinfachung.
{\displaystyle H=(p_{d}-p_{s})\cdot 10,2}
Eine Druckdifferenz von 1 bar entspricht in diesem Fall einer Förderhöhe von ca. 10 m.

## Nullförderhöhe
Die Abhängigkeit der Förderhöhe vom Volumenstrom führt auf den
Begriff der Nullförderhöhe, bei der keine Flüssigkeit mehr gefördert wird.

## Geodätische Förderhöhe
Wie eingangs erwähnt ist die Förderhöhe eine charakteristische Größe zur Spezifizierung von Pumpen.
Die tatsächlich mittels einer Pumpe überwundene Höhendifferenz wird als geodätische Förderhöhe
{\displaystyle H_{geo}} bezeichnet und ist i.d.R geringer als die Förderhöhe, niemals jedoch größer als diese.
Wird eine Flüssigkeit aus einem Behälter A, in welchem der Druck {\displaystyle p\prime } herrscht in einen
zweiten Behälter B, in welchem der Druck {\displaystyle p\prime \prime } herrscht gefördert und wird weiterhin
angenommen, dass die Strömungsgeschwindigkeiten in diesen Behältern vernachlässigbar klein sind
{\displaystyle c\prime ,\,c\prime \prime \approx 0} ergibt sich zwischen den beiden Größen folgender
Zusammenhang.
{\displaystyle H={\frac {p\prime \prime -p\prime }{g\rho }}+H_{geo}+H_{v}}
Hierbei ist neben den Behälterdrücken die Druckverlusthöhe {\displaystyle H_{v}} zu berücksichtigen,
welche sich durch Reibungsverluste in Saug- und Druckleitung ergibt. Die geodätische Förderhöhe
ist also stets kleiner oder gleich der Förderhöhe.
{\displaystyle H_{geo}\leq H}